# Astor llagoster
L'astor llagoster (Kaupifalco monogrammicus) és un ocell de la família dels accipítrids (Accipitridae) i única espècie del gènere Kaupifalco. Habita sabanes, arbusts espinosos i boscos poc densos de l'Àfrica subsahariana, estant absent de la major part d'Etiòpia, Somàlia, Namíbia, Botswana i Sud-àfrica. El seu estat de conservació es considera de risc mínim.